# Morgan Advanced Materials
Morgan Advanced Materials (bis 2013 Morgan Crucible) ist ein in Windsor, Berkshire, im Vereinigten Königreich ansässiger Hersteller von Keramik- und Graphitprodukten, Industrieöfen sowie hartgelöteten Baugruppen. Das Unternehmen wurde 1856 in Battersea (London) gegründet und betreibt 52 Produktionsstandorte in 17 Ländern.
Es ist an der Londoner Börse gelistet und Teil des FTSE 250 Index.

## Struktur
Der Konzern gliedert sich in drei Segmente: Thermal Products (24 Betriebsstätten, ca. 2800 Mitarbeiter), Performance Carbon (19 Betriebsstätten, ca. 2600 Mitarbeiter) sowie Technical Ceramics (17 Betriebsstätten, ca. 3200 Mitarbeiter).
2021 arbeiteten 27,4 Prozent der Beschäftigten in den Vereinigten Staaten von Amerika, 28,5 Prozent in Europa (Vereinigtes Königreich: 9,5 Prozent) und etwa 14 Prozent in China.
Seit 2008 wurden insgesamt vier (globale) Entwicklungszentren (Centre of Excellence, CoE) eröffnet:
- Insulating Fibre (2008), Bromborough, Vereinigtes Königreich
- Structural Ceramics (2015), Stourport-on-Severn, Vereinigtes Königreich
- Metals and Joining (2017), Hayward (Kalifornien), Vereinigte Staaten von Amerika
- Carbon Science (2018), State College (Pennsylvania), Vereinigte Staaten von Amerika.

Zu Beginn des Jahres 2024 wurden die bis zu diesem Zeitpunkt bestehenden fünf Geschäftseinheiten in die drei Segmente zusammengeführt. Aus Thermal Ceramics und Molten Metal Systems ging Thermal Products hervor, Performance Carbon bildete sich aus Electrical Carbon und ca. 90 % Seals and Bearings und aus Technical Ceramics sowie ca. 10 % Seals and Bearings wurde das Segment Technical Ceramics.

## Produkte
Die folgenden Tabelle beinhaltet Beispiele typischer Produktklassen der ehemaligen fünf Geschäftseinheiten sowie deren Verwendung. Zudem ist die Verteilung des im Jahr 2023 erzielten Gesamtumsatzes angegeben.
| Geschäftseinheit     | Anteil am Gesamtumsatz (2023) | Produktklassen / Anwendungen |
| -------------------- | ----------------------------- | --- |
| Thermal Ceramics     | 36 %                          | Isolierfaser, isolierenden Schamottesteine (IFB), Hitzeschilde für Hochtemperaturisolation und Brandschutz |
| Molten Metal Systems | 5 %                           | Tiegel für die Metallverarbeitung (z. B. in Gießereien); Schmelz-, Kupellations- , Kalzinier- und Trockenöfen |
| Electrical Carbon    | 18 %                          | Elektrographit und Graphitprodukte für die Stromübertragung; Bürsten und Kollektoren, Bürstenhalter, Schleifringe und lineare Transfersysteme |
| Seals and Bearings   | 13 %                          | Lager und Dichtungen aus Kohlenstoff, Graphit und Siliciumcarbid (z. B. für Pumpen); allgemeine Pumpenkomponenten wie Wellen, Schaufeln, Rotoren und Dichtungsringe |
| Technical Ceramics   | 28 %                          | keramische Gießkerne für den Feinguss von Gasturbinenschaufeln; Strukturkeramik z. B. für Anwendungen bei hohen thermischen u. tribologischen Belastungen sowie in aggressiven Medien; technische Beschichtungen, Keramik-Metall-Verbunde (einschließlich gelötete und metallisierte Baugruppen), Lötlegierungen, Keramikrohre und -rollen |